# Pyramica capitata
Pyramica capitata är en myrart som först beskrevs av Smith 1865.  Pyramica capitata ingår i släktet Pyramica och familjen myror. Inga underarter finns listade i Catalogue of Life.